# Hauffs Märchen
Hauffs Märchen sind die Märchen und Erzählungen Wilhelm Hauffs, die 1825 bis 1828 in Almanachform erschienen. 

## Motive und Entstehung
Die Märchendichtung Hauffs beruht auf der Verknüpfung von orientalischen und europäischen Märchenmotiven. Die frühen Märchen Hauffs spielen ausschließlich im orientalischen Kulturkreis, während er sich später fast nur noch Europa als Handlungsort zuwandte. Gelegentlich erzählte er Geschichten anderer Autoren nach, im zweiten Almanach übernahm er sie teilweise wortwörtlich. Alle drei Almanache besitzen Rahmenhandlungen, in denen sich Menschen unter ungewöhnlichen Bedingungen begegnen und sich Geschichten erzählen. Zunächst bestand dabei noch oft eine Verbindung zwischen Geschichten und Rahmenhandlung, die dann mehr und mehr zurückging und im dritten Almanach gar nicht mehr auftritt.
Der Märchen-Almanach auf das Jahr 1826 (Die Karawane betitelt) enthält unter anderem: Die Geschichte vom Kalif Storch und Die Geschichte von dem kleinen Muck. Er erschien im November 1825. 
Nach dem Erfolg dieser Sammlung erschien der Märchen-Almanach auf das Jahr 1827 für Söhne und Töchter gebildeter Stände (Der Scheik von Alessandria und seine Sklaven). Hauff reiste in dieser Zeit durch Frankreich, Deutschland und die Niederlande; offenbar aus Zeitnot nahm er Erzählungen anderer Autoren auf.
Der dritte und letzte Almanach schließlich, Das Wirtshaus im Spessart (Märchenalmanach für Söhne und Töchter gebildeter Stände auf das Jahr 1828), enthält als bedeutendstes Märchen Das kalte Herz. Das Märchen Saids Schicksale war offenbar für den zweiten Almanach bestimmt, aber nicht rechtzeitig fertig geworden und wirkt hier etwas deplatziert. Die Rahmenhandlung ist den Räubergeschichten der damaligen Zeit nachempfunden, gilt jedoch als unausgereifter als die der Vorgänger. Kurz nach der Veröffentlichung starb Wilhelm Hauff.

## Vollständige Aufzählung

### Die Karawane (1826)
- Die Geschichte von Kalif Storch
- Die Geschichte von dem Gespensterschiff
- Die Geschichte von der abgehauenen Hand
- Die Errettung Fatmes
- Die Geschichte von dem kleinen Muck
- Das Märchen vom falschen Prinzen

### Der Scheik von Alessandria und seine Sklaven (1827)
- Der Zwerg Nase
- Abner, der Jude, der nichts gesehen hat
- Der arme Stephan (von Gustav Adolf Schöll)
- Der gebackene Kopf (von James Justinian Morier)
- Der Affe als Mensch (auch: Der junge Engländer)
- Das Fest der Unterirdischen (von den Brüdern Grimm)
- Schneeweißchen und Rosenrot (von den Brüdern Grimm)
- Die Geschichte Almansors

### Das Wirtshaus im Spessart (1828)
- Die Sage vom Hirschgulden
- Das kalte Herz, Teil 1
- Saids Schicksale
- Die Höhle von Steenfoll
- Das kalte Herz, Teil 2

### Sonstiges
Nicht in den Almanachen und den meisten Märchensammlungen von Hauffs Märchen enthalten ist die kurz gefasste Sage Der Reußenstein, in der Hauff schildert, wie sich ein Riese die Burg Reußenstein erbauen ließ (die heutige Ruine Reußenstein).